# Paso de Núñez
Paso de Núñez är en ort i Mexiko.   Den ligger i kommunen Carácuaro och delstaten Michoacán de Ocampo, i den södra delen av landet, 200 km väster om huvudstaden Mexico City. Paso de Núñez ligger 694 meter över havet och antalet invånare är 1 250.
Terrängen runt Paso de Núñez är lite kuperad. Runt Paso de Núñez är det glesbefolkat, med 12 invånare per kvadratkilometer. Paso de Núñez är det största samhället i trakten. I omgivningarna runt Paso de Núñez växer huvudsakligen savannskog.